# Epiplema incongrua
Epiplema incongrua är en fjärilsart som beskrevs av Butler. Epiplema incongrua ingår i släktet Epiplema och familjen Uraniidae. Inga underarter finns listade i Catalogue of Life.